# Lach, Clown, lach
Lach, Clown, lach (OT: Laugh, Clown, Laugh) ein US-amerikanischer Stummfilm aus dem Jahr 1928 mit Lon Chaney und Loretta Young in den Hauptrollen. Regie führte Herbert Brenon.

## Handlung
Die Brüder Tito und Simon reisen als Clowns von Varieté zu Varieté. Als Tito ein ausgesetztes Kind findet, adoptiert er sie und gibt ihr den Namen   „Simonetta“. Eines Tages begegnet Simonetta dem reichen Luigi, der sich sogleich in sie verliebt. Als sie jedoch herausfindet, dass Luigi schon eine Freundin hat, weist sie ihn ab und kehrt zu den Brüdern zurück. Tito merkt, dass sie nun kein Kind mehr ist, und entwickelt Gefühle für sie, empfindet aber auch Unbehagen dabei, weil er sie als seine Tochter aufgezogen hat.
Luigi wird von unkontrollierbaren Lachanfällen geschüttelt, seit Simonetta ihn zurückgewiesen hat. Tito befällt Schwermut wegen seiner sich widersprechenden Interessen an ihr. Beide suchen denselben Arzt auf und begegnen einander so zum ersten Male. Da sie gleichermaßen leiden, glauben sie, einander helfen zu können, wissen aber nicht, dass sie beide dieselbe Frau lieben. Zwischen ihnen entwickelt sich eine tiefe Freundschaft, bis Luigi Simonetta zu heiraten begehrt. Die willigt ein, was Tito in noch tiefere Melancholie treibt. Noch vor der Eheschließung erfährt Simonetta von Titos wahren Gefühlen für sie. Sie erklärt, dass sie ihn schon vor Luigi geliebt habe und geht, um die Verlobung mit Luigi zu lösen.
Während Simonetta die Auflösung der Verlobung betreibt, beginnen Tito und Simon mit den Proben für eine neue akrobatische Nummer. Tito glaubt nicht, dass Simonettas Liebe echt ist, weiß aber ebenso, dass es für ihn als Adoptivvater nicht rechtens ist, sie zur Frau zu haben. Von diesem inneren Konflikt zerrissen, fasst er den Entschluss, die akrobatische Nummer ohne Sicherung auszuführen. Trotz der Proteste seines Bruders Simon macht er weiter und stürzt sich zu Tode.

## Hintergrund
Voraus ging dem Film ein Bühnenstück, das vom 28. November 1923 bis zum März 1924 in New York City im Belasco-Theater mit Lionel Barrymore und dessen zweiter Frau Irene Fenwick in den Hauptrollen aufgeführt wurde und es auf 133 Aufführungen brachte. Das Stück von David Belasco geht auf Fausto Martinis Erzählung Ridi, Pagliacco von 1919 zurück.
In der Hauptrolle wurde Lon Chaney besetzt, der in Der Mann, der die Ohrfeigen bekam von Victor Sjöström bereits 1924 eine ähnlich gelagerte Rolle als tragischer Clown verkörpert hatte. Für die zu diesem Zeitpunkt erst 15-jährige Loretta Young war es der erste Auftritt als Leading Lady. Sie wurde zu Beginn der Dreharbeiten durch Herbert Brenon schlecht behandelt. Sie wandte sich an Chaney, der ihr seine Unterstützung zusagte. Brenon unterließ daraufhin sein abfälligen Verhalten. Entsprechend kollegial verhielt sich Lon Chaney auch im Vorjahr gegenüber Joan Crawford, der er während der gemeinsamen Arbeiten an The Unknown – Der Unbekannte half, ihre Rolle zu gestalten.
Joseph Farnham verfasste die Zwischentitel. Cedric Gibbons stattete den Film aus, Gilbert Clark sorgte für die Kostüme. Sam und Jack Feinberg waren die Musiker im Studio.

## Kinoauswertung
Die Produktionskosten betrugen 293.000 US-Dollar und bewegten sich damit im üblichen Bereich für einen Lon Chaney-Film. An der Kinokasse erwies sich Lach, Clown, lach als populär und brachte dem Studio einen Gewinn von 450.000 US-Dollar ein.

## Filmmusik
Ted Fiorito komponierte zum Text von Sam Lewis und Joe Young den Walzer Laugh, Clown, Laugh, der sehr erfolgreich wurde. Als Lon Chaney im Jahre 1930 starb, spielten ihn seine Studiomusiker zum Andenken auf der Beerdigung.

## Wiederveröffentlichung
Bei Warner Home Video erschien der Film 2003 auf DVD.